# Carlos Eduardo Soares
Carlos Eduardo Soares (2 de marzo de 1979) es un exfutbolista brasileño que se desempeñaba como centrocampista.
Jugó para clubes como el Ponte Preta, Coritiba, Vissel Kobe, Sport Recife, Atlético Mineiro, Botafogo y Kyoto Sanga FC.

## Trayectoria

### Clubes
| Club             | País   | Año         |
| ---------------- | ------ | ----------- |
| Ponte Preta      | Brasil | 1997 - 1998 |
| Coritiba         | Brasil | 1999 - 2001 |
| Vissel Kobe      | Japón  | 2002        |
| Coritiba         | Brasil | 2002        |
| Sport Recife     | Brasil | 2003        |
| Coritiba         | Brasil | 2004        |
| Atlético Mineiro | Brasil | 2005        |
| Botafogo         | Brasil | 2006        |
| Sport Recife     | Brasil | 2007        |
| CRB              | Brasil | 2007        |
| Kyoto Sanga FC   | Japón  | 2008        |
| Marília          | Brasil | 2009        |
| Vila Nova        | Brasil | 2009        |
| Paulínia         | Brasil | 2010        |
| Shahrdari Tabriz | Irán   | 2010 - 2012 |
| São José         | Brasil | 2012 - 2014 |